# Аббиате, Луи
Луи Аббиа́те (фр. Louis Abbiate, в России Людвиг Эдуардович Аббиате; 4 января 1866, Монако — 23 июля 1933, Ванс) — французский виолончелист, педагог.

## Биография
Родился 4 января 1866 года в Монте-Карло. Игре на фортепиано учился под руководством К. Казеллы в Турине, в 1886 г. окончил Парижскую консерваторию по классу виолончели у Жюля Дельсара. В 1891—1894 гг. концертмейстер виолончелей в оркестре Опера-комик, гастролировал как солист и ансамблист в разных странах Европы, выступал в театре «Ла-Скала». В 1899 году посетил Россию. В 1900—1901 гг. играл в составе фортепианного трио с Андре Блохом и Жюлем Пеннекеном.
В 1911—1919 годах был профессором Петербургской консерватории; среди его учеников, в частности, Лев Сейдель. В 1911 году — член жюри первого в России конкурса виолончелистов.
С 1920 года руководил Школой музыки в Монако. Скончался 27 марта 1933 года в Вансе (Франция).

## Творчество
Луи Аббиате сочинил несколько произведений для виолончели: «Большой симфонический этюд», 6 прелюдий и фуг, 2 сюиты для виолончели и фортепиано. Также написал каденции к концертам Луиджи Боккерини, Йозефа Гайдна, Роберта Шумана. В 1900 году опубликовал учебник игры на виолончели. Игра Аббиате отличалась ярким виртуозным блеском (его называли «Паганини виолончели») и чувством стиля, приятным тоном, искусной фразировкой и чистотой интонирования.

## Оркестровая музыка
Концерты:
- концерт для виолончели с оркестром (d-mol) l соч. 35 (1895).
- концерт для фортепиано с оркестром «Итальянский концерт» op.96 (1922).